# Ingvar Rydell
Ingvar Rydell (Bengtsfors, 7 maggio 1922 – Höllviken, 20 giugno 2013) è stato un calciatore svedese, di ruolo attaccante.

## Palmarès

### Club

#### Competizioni nazionali
- Campionato svedese: 3

Malmö FF: 1948-1949, 1949-1950
- Coppa di Svezia: 1

Malmö FF: 1947

### Nazionale
- Oro olimpico: 1

Londra 1948